# Edward Norton (diplomático)
Edward John Norton (Saint Paul, 29 de diciembre de 1874 - Málaga, 29 de mayo de 1959) fue un diplomático y empresario estadounidense, cónsul de los Estados Unidos en Paraguay y España.
Edward Norton es autor de un libro de memorias sobre los sucesos de la guerra civil española en Málaga.

## Carrera diplomática
Después de ejercer como cónsul de los Estados Unidos en Asunción, Paraguay, fue nombrado cónsul de los Estados Unidos en Málaga, España, en el año 1909, cargo en el que permaneció hasta 1912.También ejerció labores diplomáticas en Málaga entre los años 1916 y 1919.
Tras un periplo por diferentes destinos, incluyendo Bombay y Sídney, en 1927 dimitió como miembro del Comité Ejecutivo de la Junta de Personal del Servicio Diplomático de Estados Unidos por disconformidad con el sistema de selección de personal para ocupar las vacantes consulares. A criterio de Norton, primaban los criterios políticos sobre los profesionales.

## Segunda República y guerra civil
En 1931, vuelve a Málaga para hacerse cargo de la presidencia de la casa Bevan, una empresa exportadora de vinos y pasas. Después de residir provisionalmente en el hotel Miramar, adquirió un inmueble en la zona del Limonar, al que se trasladó a vivir junto con su esposa, Helen Whitaker Norton. Bautizaron la villa con el nombre de Los Pinos. El inmueble de Los Pinos no se conserva, pero el barrio de Málaga donde se encontraba la residencia de los Norton se conoce todavía hoy como Los Pinos del Limonar.
Norton fue testigo directo de la proclamación de la Segunda República española en 1931 y de la quema de iglesias, así como, años más tarde, del inicio de la guerra civil en Málaga.
Norton falleció en 1959, siendo enterrado en el Cementerio Inglés de Málaga.
Su sobrino nieto, William Whitaker Harmon, vendió la residencia de Los Pinos y envió la mayor parte de las posesiones de los Norton a su casa de Chicago, en los Estados Unidos. Además de cuadros, libros y muebles, su sobrino encontró doce volúmenes escritos a máquina y encuadernados de sus diarios anuales, entre los que se encontraba el borrador mecanografiado de un libro titulado Death in Málaga (en español: Muerte en Málaga).
En 1999, su sobrino junto con Enrique van Dulkem, otro de los descendientes del dignatario, decidieron publicar una primera edición de cuatrocientos ejemplares de libro de Norton. Fueron publicados originalmente en los Estados Unidos y en inglés, idioma en el que fueron escritos.
En 2004, se publicaría una primera traducción en español a cargo de María José Navarrete Alonso, con el título Muerte en Málaga, publicado por la Universidad de Málaga en colaboración con la Real Academia de Bellas Artes de San Telmo y la Fundación Unicaja.
En 2005, William Whitaker Harmon donó los documentos originales de su tío sobre la guerra civil, documentos en los que se basó para escribir su libro Muerte en Málaga, a la Universidad de Málaga.

## Muerte en Málaga
El libro recoge sus memorias de los sucesos ocurridos en Málaga durante la Segunda República y la guerra civil. Se trata de un trabajo completo de los sucesos acaecidos en aquel periodo, donde su autor demuestra una gran capacidad para relacionar los sucesos locales con el proceso nacional e internacional.
Despojado de connotaciones políticas, el autor elude el análisis de los hechos en favor de la descripción testimonial, lo que otorga a su libro un gran valor histórico.No obstante, historiadores como Andrés Arenas y Enrique Girón han señalado que Norton «ofrece un testimonio muy favorable a la insurrección militar de Franco».

## Publicaciones
- Norton, Edward (1999). Death in Málaga: An American Eyewitness Account of the Spanish Civil War. Chicago: Harmon Book. Existe traducción en español: Muerte en Málaga: Testimonios de un americano sobre la guerra civil española. Málaga: Publicaciones de la Universidad de Málaga, 2004.